# Tamnay-en-Bazois
Tamnay-en-Bazois é uma comuna francesa na região administrativa de Borgonha-Franco-Condado, no departamento Nièvre. Estende-se por uma área de 10,24 km². Em 2010 a comuna tinha 167 habitantes (densidade: 16,3 hab./km²).